# Нейронний ансамбль
Нейро́нний анса́мбль (англ. neuronal ensemble) — це сукупність клітин нервової системи (або культивованих нейронів органоїдів), що беруть участь у певному нейронному обчисленні.

## Передісторія
Поняття нейронного ансамблю бере свій початок з праці Чарльза Шеррінгтона, який описав функціювання ЦНС як систему рефлекторних дуг, кожна з яких складається із взаємопов'язаних збуджувальних та гальмівних нейронів. За схемою Шеррінгтона, α-мотонейрони є кінцевим спільним шляхом низки нейронних контурів різної складності: мотонейрони інтегрують велику кількість входів та надсилають свій кінцевий вихід до м'язів.
Дональд Гебб теоретично розробив концепцію нейронного ансамблю у своїй відомій книзі «Організація поведінки» (1949). Він визначив «клітинну збірку» (англ. "cell assembly") як «розсіяну структуру, що включає клітини в корі та проміжному мозку, здатні короткочасно діяти як замкнена система, забезпечуючи допомогу іншим таким системам». Гебб припустив, що залежно від функційних потреб окремі клітини мозку можуть брати участь у різних клітинних збірках, і бути залученими в декількох обчисленнях.
У 1980-х роках Апостолос Георгопулос та його колеги Рон Кеттнер, Ендрю Шварц та Кеннет Джонсон сформулювали популяційно-векторну гіпотезу, щоби пояснити, як популяції нейронів моторної кори кодують напрямок руху. Ця гіпотеза ґрунтувалася на спостереженні, що окремі нейрони схильні розряджатися частіше для рухів у певних напрямках, так званих переважних напрямках (англ. preferred directions) окремих нейронів. У популяційно-векторній моделі окремі нейрони «голосують» за свої переважні напрямки, використовуючи частоту своїх розрядів. Остаточне голосування обчислюється векторним підсумовуванням окремих переважних напрямків, зважених за нейронними частотами. Ця модель довела свою успішність в описі кодування моторною корою напрямку досягання, а також виявилася здатною передбачити нові ефекти. Наприклад, популяційний вектор Георгопулоса точно описував ментальні повороти, здійснювані мавпами, яких було навчено переводити місця зорових подразників у просторово зміщені місця досягання цілей.

## Кодування
Нейронні ансамблі кодують інформацію у спосіб, дещо схожий на принцип роботи Вікіпедії — багато редагувань багатьма учасниками. Нейронауковці виявили, що окремі нейрони є дуже зашумленими. Наприклад, досліджуючи активність лише одного окремого нейрона в зоровій корі, дуже важко відбудувати зорову сцену, на яку дивиться власник мозку. Як і окремий учасник Вікіпедії, окремий нейрон «знає» не все, і є схильним припускатися помилок. Мозок розв'язує цю проблему за рахунок володіння мільярдами нейронів. Обробка інформації мозком є обробкою популяційною (сукупнісною), і вона також є розподіленою — в багатьох випадках кожен нейрон знає трошки про все, і що більше нейронів бере участь у роботі, то точнішим є кодування інформації. У цій схемі розподіленої обробки окремі нейрони можуть демонструвати нейронний шум, але популяція як ціле цей шум висереднює.
Альтернативою ансамблевій гіпотезі є теорія про існування вузькоспеціалізованих нейронів, які слугують механізмом нейронного кодування. У зоровій системі такі клітини часто називають клітинами бабусі, оскільки вони реагують за дуже конкретних обставин — наприклад, коли особа дивиться на фотографію своєї бабусі. Нейронауковці справді виявили, що деякі нейрони забезпечують кращу інформацію, ніж інші, й популяція таких нейронів-експертів має покращене співвідношення сигнал/шум[джерело?]. Проте основний принцип ансамблевого кодування дотримується: великі популяції нейронів впоруються краще за одиничні нейрони.
Вважають, що виникання специфічних нейронних ансамблів забезпечує функційні елементи мозкової діяльності, які виконують основні операції з обробки інформації (див. Фінґелькурц Ан. А. та Фінґелькурц Ал. А., 2004; 2005).
Нейронний код, або «мова», якою розмовляють нейронні ансамблі, є дуже далекою від її розуміння. Про нейронний код наразі існує дві основні теорії. Теорія частотного кодування (англ. rate encoding theory) стверджує, що окремі нейрони кодують поведінково значущі параметри своїми середніми частотами розрядів, і точний час трапляння нейронних спайків не є важливим. Теорія часового кодування (англ. temporal encoding theory), навпаки, стверджує, що важливим механізмом кодування є точний хронометраж нейронних спайків.
Важливим механізмом кодування видаються нейронні осцилювання, які синхронізують активність нейронів в ансамблі. Наприклад, було висунуто гіпотезу, що осцилювання лежать в основі зорового зв'язування ознак (Грей, Зінгер та інші). Крім того, з чіткими коливальними схемами пов'язані стадії сну та неспання.

## Розташування та функціювання
Відносно прості нейронні ансамблі діють у спинному мозку, де вони контролюють елементарні автоматизми, такі як моносинаптичний сухожилковий рефлекс та взаємна іннервація м'язів.[джерело?] До їх складу входять як збуджувальні, так і гальмівні нейрони. Центральні генератори впорядкованої активності, що перебувають у спиннім мозку, є складнішими ансамблями для координування рухів кінцівок під час пересування. Нейронні ансамблі вищих структур мозку, таких як кора головного мозку, базальні ганглії та мозочок, не є до кінця зрозумілими, незважаючи на величезну літературу з нейроанатомії цих областей.

## Декодування в реальнім часі
Із запровадженням методів багатоелектродного запису стала здійсненною задача декодування інформації з великих нейронних ансамблів в режимі реального часу. Якщо, як показав Георгопулос, лише декілька первинних моторних нейронів можуть точно передбачувати рух руки у двох площинах, то за достатньої кількості одночасних записів повинне бути можливим реконструювання руху цілої кінцівки. Паралельно, із запровадженням величезного підсилення нейронауки від DARPA, кілька лабораторних груп використали мільйони доларів для створення нейромашинних інтерфейсів. З цих груп дві досягли успіху в експериментах, показавши, що тварини можуть керувати зовнішніми інтерфейсами з моделями на основі їхньої нейронної активності, і що щойно керування було перенесено з руки на мозкову модель, тварини можуть навчатися керувати нею ще краще. Ці дві групи очолюють Джон Доног'ю та Мігель Ніколеліс, і обидві вони є залученими в напрямку випробувань над людьми їхніми методами.
Для полегшення комерціалізації нейромашинних інтерфейсів Джон Доног'ю створив компанію Кіберкінетикс. Вони придбали в Річарда А. Нормана масив Юта. Разом з колегами Хацопулосом, Панінські, Феллоузом та Серруєю вони вперше показали, що нейронні ансамблі можливо використовувати для керування зовнішніми інтерфейсами, за допомогою мавпи, що керувала курсором на екрані комп'ютера своїм розумом (2002).
Мігель Ніколеліс у співпраці з Джоном Чапіном, Йоханом Вессбергом, Марком Лаубахом, Хосе Карменою, Михайлом Лебедєвим та іншими колегами показав, що активність великих нейронних ансамблів може передбачувати положення руки. Ця робота уможливила створення нейромашинних інтерфейсів — електронних пристроїв, які зчитують наміри руху руки й перетворюють їх у рухи штучних виконавчих механізмів. Кармена та ін. (2003) запрограмували нейронне кодування в нейромашиннім інтерфейсі, яке дозволило мавпі керувати рухами досягання й хапання роботизованою рукою, а Лебедєв та ін. (2005) заявили, що мозкові мережі реорганізовуються, щоби створювати нове подання роботизованого придатка на додаток до подання власних кінцівок тварини.
На додачу до досліджень Ніколеліса та Доног'ю, групи Ендрю Шварца та Річарда Андерсена розроблюють алгоритми декодування, що відтворюють поведінкові параметри з активності нейронних ансамблів. Наприклад, Ендрю Шварц використовує популяційно-векторний алгоритми, які він розробляв раніше разом з Апостолосом Георгопулосом.
Демонстрації декодування активності нейронних ансамблів можливо розділити на два основні класи: неінтерактивне декодування (англ. off-line), та інтерактивне (в режимі реального часу, англ. on-line, realtime). При неінтерактивнім декодуванні дослідники застосовують різні алгоритми до даних, записаних раніше. Часовий чинник в таких дослідженнях зазвичай не є проблемою: щоби відбудувати 10-хвилинний фрагмент даних, складний алгоритм декодування може працювати на комп'ютерному кластері протягом багатьох годин. Інтерактивні алгоритми декодують (і, що важливо, передбачують) поведінкові параметри в режимі реального часу. Більше того, суб'єкт може отримувати зворотний зв'язок про результати декодування — так званий режим замкнутого контуру, на відміну від режиму відкритого контуру, в якому суб'єкт жодного зворотного зв'язку не отримує.
Як і передбачував Гебб, окремі нейрони в популяції можуть привносити інформацію про різні параметри. Наприклад, Мігель Ніколеліс із колегами повідомляли, що окремі нейрони, коли мавпи виконували рухи досягання й хапання, одночасно кодували положення руки, швидкість та силу хапання. Михайло Лебедєв та Стівен Уайз із колегами повідомляли про нейрони префронтальної кори, які одночасно кодували просторові розташування, на яких мавпи зосереджували увагу, і ті, які вони зберігали в короткочасній пам'яті. Якщо розглядати ці нейрони як популяцію, можливо було декодувати як ті розташування, на яких було зосереджувано увагу, так і запам'ятовані.
Для розв'язання питання про те, скільки нейронів потрібно для отримання точного зчитування з популяційної активності, Марк Лаубах у лабораторії Ніколеліса використав аналіз на основі виключення нейронів. У цьому аналізі він вимірював якість нейронного зчитування як функцію від кількості нейронів у популяції. Якість зчитування зростала зі збільшенням кількості нейронів — спочатку дуже помітно, але потім для поліпшення зчитування потрібні були значно більші кількості нейронів.
Луїс Каррілло-Рейд з колегами продемонстрували, що зовнішня активація всього лише двох нейронів в ансамблі може викликати резонансну активацію цілого ансамблю та спричинити поведінкову реакцію, пов'язану з ансамблем, за відсутності сенсо́рного стимулу.
У 2023 році дослідники змогли реконструювати у відео суб'єктивний досвід людини (те що людина бачить, тобто, її кваліа) за допомогою штучного інтелекту, навчаного на великій кількості фМРТ зображень